# سنت وینسنت کالج (پنسیلوانیا)
سنت وینسنت کالج (به انگلیسی: St. Vincent College) یک منطقهٔ مسکونی در ایالات متحده آمریکا است که در شهرستان وستمورلند، پنسیلوانیا واقع شده‌است. سنت وینسنت کالج ۱٬۳۵۷ نفر جمعیت دارد.